# Adam Michnik

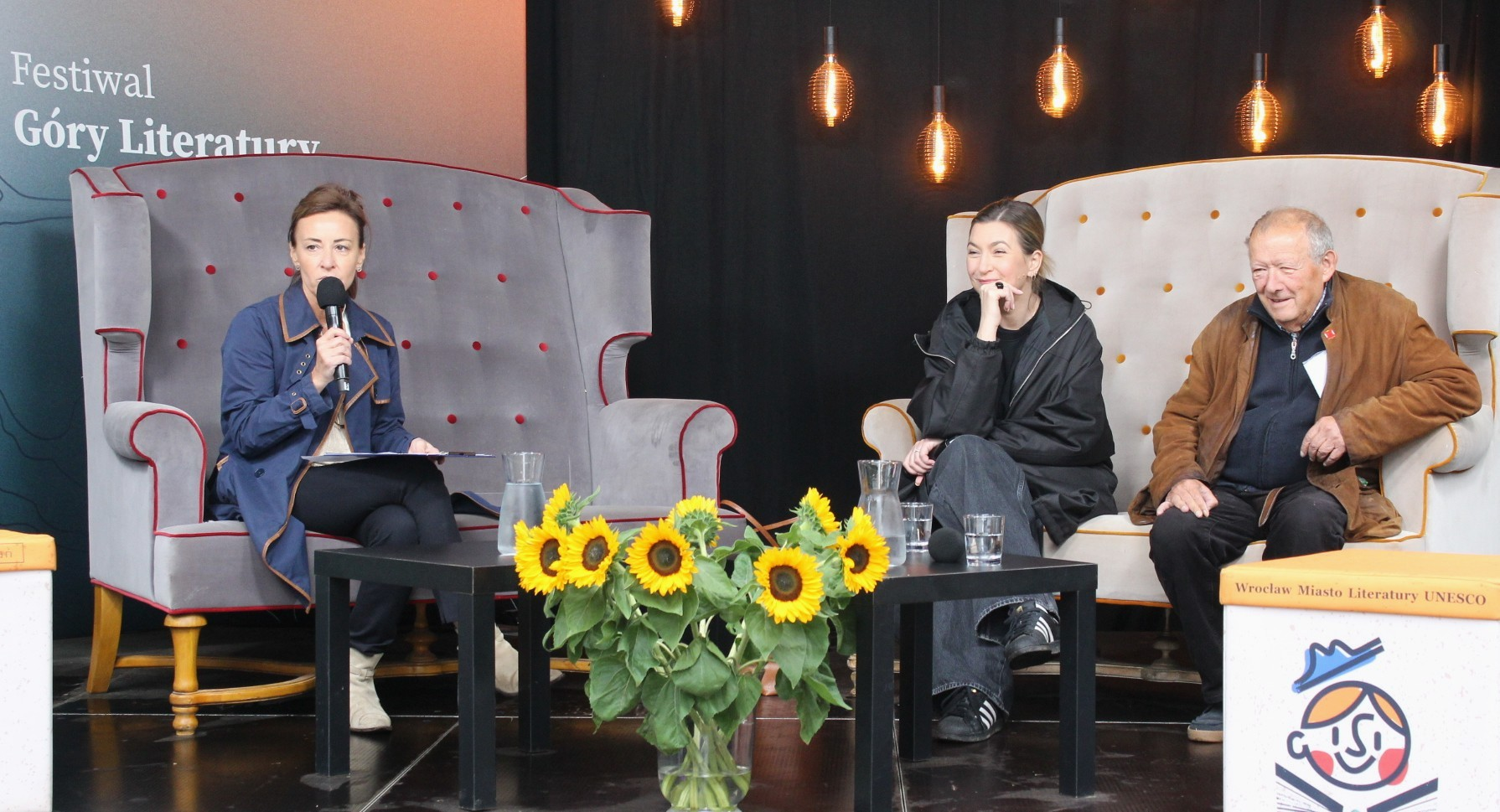
Dorota Wysocka-Schnepf, Katarzyna Kasia i Adam Michnik (2025)

Adam Michnik (ur. 17 października 1946 w Warszawie) – polski publicysta, eseista, pisarz, historyk i polityk. W latach 1968–1989 dysydent i jeden z głównych działaczy opozycji demokratycznej w PRL. Od 1989 redaktor naczelny „Gazety Wyborczej”, poseł na Sejm kontraktowy (1989–1991). Kawaler Orderu Orła Białego.
W czasie studiów należał do kręgu „komandosów”, grupy kontestującej realia polityczne PRL. Od 1965 był objęty zakazem druku. Jego relegowanie z Uniwersytetu Warszawskiego przyczyniło się do zaistnienia wydarzeń marcowych w 1968. W latach 70. był działaczem Komitetu Obrony Robotników, a od 1980 działaczem NSZZ „Solidarność”. Był więziony i represjonowany przez władze PRL. W czasie stanu wojennego został internowany i oskarżony o próbę obalenia ustroju socjalistycznego. W 1989 wziął udział w obradach Okrągłego Stołu po stronie „Solidarności”. Następnie Lech Wałęsa powierzył mu misję zorganizowania ogólnopolskiej gazety codziennej, mającej być organem Komitetu Obywatelskiego przed zbliżającymi się pierwszymi częściowo wolnymi wyborami parlamentarnymi. Gazeta ta, utworzona w ramach uzgodnień okrągłostołowych, została nazwana „Gazetą Wyborczą” i początkowo posługiwała się znaczkiem „Solidarności”. Po zorganizowaniu pisma Adam Michnik został przez Lecha Wałęsę mianowany redaktorem naczelnym. Z ramienia KO zasiadał w Sejmie kontraktowym.
W 2002 na łamach „Gazety Wyborczej” upublicznił fakt złożenia mu propozycji korupcyjnej przez Lwa Rywina, co doprowadziło do wybuchu tzw. afery Rywina. Publikował na łamach prasy europejskiej i amerykańskiej. Jako autor, współautor lub redaktor opublikował kilkadziesiąt książek, w tym szeroko komentowaną pracę Kościół, lewica, dialog (1977). Znalazł się na liście „50 Bohaterów wolności prasy” Międzynarodowego Instytutu Prasy oraz na liście „dwudziestu najbardziej wpływowych dziennikarzy świata” „Financial Times” (2006).

## Życiorys

### Rodzina
Urodził się z nieformalnego związku przedwojennych działaczy komunistycznych żydowskiego pochodzenia: Ozjasza Szechtera i Heleny Michnik. Jego przyrodnimi braćmi byli Stefan Michnik (zm. 2021) i Jerzy Michnik (zm. 2020). Duża część jego rodziny (w tym – jak sam to opisał w wykładzie wygłoszonym podczas konferencji Pamięć polska – pamięć żydowska w 1995 w Krakowie – „dziadowie wszyscy”) zginęła w Holocauście. Adam Michnik ma troje dzieci, wśród nich syna Antoniego, który na życzenie ojca został ochrzczony w kościele św. Brygidy w Gdańsku, kiedy proboszczem był tam ksiądz Henryk Jankowski. Jego stryjem był pisarz i historyk Szymon Szechter.

### Okres do 1968
Był aktywnym członkiem Hufca Walterowskiego prowadzonego przez Jacka Kuronia. Uczył się w II Liceum Ogólnokształcącym im. Stefana Batorego w Warszawie. Egzamin maturalny zdał w VII Liceum Ogólnokształcącym im. Juliusza Słowackiego w Warszawie. Po likwidacji Hufca Walterowskiego w 1961 zaczął uczestniczyć w spotkaniach Klubu Krzywego Koła. Po jego zamknięciu w 1962 założył wraz z kolegami, za namową Jana Józefa Lipskiego i przy protekcji Adama Schaffa, dyskusyjny Klub Poszukiwaczy Sprzeczności. Rozczarowani rzeczywistością PRL młodzi ludzie dyskutowali w jego ramach nad sposobami jej poprawy, jak również czytali i analizowali klasyczne teksty lewicowych myślicieli.
W 1964 rozpoczął studia na Wydziale Historycznym Uniwersytetu Warszawskiego. Znalazł się w kręgu studenckiej grupy kontestatorów nazywanych „komandosami”. Należał do Związku Młodzieży Socjalistycznej, z którego został usunięty. W 1965 został zawieszony w prawach studenta za rozpowszechnianie wśród kolegów listu otwartego do członków Polskiej Zjednoczonej Partii Robotniczej autorstwa Jacka Kuronia i Karola Modzelewskiego, w którym autorzy wzywali do rozpoczęcia naprawy systemu politycznego w Polsce. Drugi raz został zawieszony w 1966 za zorganizowanie spotkania dyskusyjnego z Leszkiem Kołakowskim, który kilka tygodni wcześniej został wydalony z PZPR za krytykę jej władz.
Od 1965 był objęty zakazem druku swoich tekstów. Od tego czasu pisał pod pseudonimami do „Życia Gospodarczego”, „Więzi”, „Literatury”.

### Lata 1968–1988
4 marca 1968 (obok Henryka Szlajfera) został ostatecznie relegowany z uczelni za poinformowanie francuskiego reportera Bernarda Margueritte’a o manifestacji przeciwko zdjęciu przez cenzurę inscenizacji Dziadów Adama Mickiewicza w reżyserii Kazimierza Dejmka ze sceny Teatru Narodowego. Decyzja władz uniwersyteckich przy ówczesnych przepisach była bezprawna. W tym samym miesiącu Adam Michnik został zatrzymany i tymczasowo aresztowany. W 1969 skazano go na karę 3 lat pozbawienia wolności za tzw. wybryki chuligańskie. Wyższe wyroki (o pół roku) otrzymali wyłącznie Jacek Kuroń i Karol Modzelewski.
Po zwolnieniu (na mocy amnestii z 1969) otrzymał zakaz kontynuowania jakichkolwiek studiów (tzw. wilczy bilet). Przez dwa lata pracował na stanowisku spawacza w Zakładach Wytwórczych Lamp Elektrycznych i Rtęciowych im. Róży Luksemburg. Na początku lat 70. pozwolono mu kontynuować studia, ukończył je eksternistycznie w 1975 na Wydziale Historycznym Uniwersytetu im. Adama Mickiewicza w Poznaniu. Promotorem jego pracy magisterskiej pt. Problemy wybrane z historii polskiej myśli politycznej na emigracji 1864–1870 był Lech Trzeciakowski. W międzyczasie z rekomendacji Jacka Kuronia został osobistym sekretarzem Antoniego Słonimskiego. Był w tych latach sygnatariuszem Listu 59, protestu intelektualistów przeciw zmianom w Konstytucji PRL, zwłaszcza przeciw wpisaniu do niej kierowniczej roli PZPR i wieczystego sojuszu ze Związkiem Radzieckim.
W latach 1976–1977 przebywał w Paryżu, gdzie ukazała się jego książka Kościół, lewica dialog. Po powrocie do Polski włączył się w kwietniu 1977 w działalność istniejącego już od kilku miesięcy Komitetu Obrony Robotników, jednej z najbardziej znanych organizacji opozycyjnych lat 70., stając się jednym z najbardziej aktywnych działaczy opozycji. Od 1977 należał do najważniejszych członków Komitetu Samoobrony Społecznej „KOR”. Był też jednym z pomysłodawców, sygnatariuszem deklaracji założycielskiej z 1978 i następnie wykładowcą Towarzystwa Kursów Naukowych. Według Andrzeja Paczkowskiego w tym okresie funkcjonariusze komunistycznych służb specjalnych przygotowywali plany zamachu na jego życie.
W latach 1977–1989 był redaktorem lub współpracownikiem niezależnych pism wychodzących w tzw. drugim obiegu, tj. „Biuletyn Informacyjny”, „Zapis”, „Krytyka”. Wchodził też w skład kierownictwa największej podziemnej oficyny wydawniczej NOWa. Do końca lat 70. został łącznie około stu razy zatrzymany, kilkakrotnie także pobity. Ponownie aresztowano go w okresie sierpnia 1980, zwolnienie uzyskał na mocy porozumień sierpniowych. W okresie 1980–1981 był doradcą struktur Regionu Mazowsze NSZZ „Solidarność” i Komisji Hutników „Solidarności”.
Po wprowadzeniu stanu wojennego 13 grudnia 1981 został najpierw internowany, a następnie – po odmowie dobrowolnego opuszczenia kraju – aresztowany pod zarzutem tzw. próby obalenia ustroju socjalistycznego. W areszcie przebywał bez wyroku do 1984 na skutek celowo przedłużanego przez przedstawicieli aparatu represji procesu. W izolacji podjął wielotygodniową głodówkę protestacyjną, domagając się zakończenia lub umorzenia jego sprawy i uznania go za więźnia politycznego. Ostatecznie na mocy amnestii jego sprawa została umorzona, co spowodowało jego zwolnienie. Wcześniej władze sugerowały mu umożliwienie emigracji, czemu Adam Michnik się sprzeciwiał, m.in. udzielając obraźliwej listownej odpowiedzi Czesławowi Kiszczakowi.
W 1985 został ponownie aresztowany i tym razem skazany na karę 3 lat pozbawienia wolności za udział w próbie zorganizowania strajku w Stoczni Gdańskiej im. Lenina, zwolniono go ponownie na mocy amnestii w następnym roku po około siedemnastu miesiącach izolacji.

### Lata 1988–1991

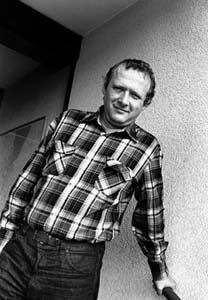
Adam Michnik (1991)

W 1988 został doradcą nieformalnego komitetu koordynacyjnego Lecha Wałęsy, a następnie członkiem Komitetu Obywatelskiego. Od września 1988 brał udział w rozmowach w Magdalence – spotkaniach władz państwowych PRL z przedstawicielami NSZZ „Solidarność”. Uczestniczył aktywnie w przygotowaniach, negocjacjach wstępnych, a następnie w 1989 w obradach Okrągłego Stołu.
Po Okrągłym Stole otrzymał od Lecha Wałęsy misję zorganizowania dużej, ogólnopolskiej gazety codziennej, mającej być organem Komitetu Obywatelskiego przed zbliżającymi się wyborami parlamentarnymi. Gazeta ta w ramach uzgodnień okrągłostołowych została nazwana „Gazetą Wyborczą” „Solidarność”, gdyż miała funkcjonować tylko do końca wyborów do Sejmu w 1989. Po zorganizowaniu tego pisma (głównie na bazie zespołu dziennikarskiego czasopism drugiego obiegu: „Biuletynu Informacyjnego” i „Tygodnika Mazowsze”) Adam Michnik został przez Lecha Wałęsę mianowany redaktorem naczelnym „Gazety Wyborczej”.
W wyniku wyborów do Sejmu kontraktowego z 4 czerwca 1989 Adam Michnik uzyskał mandat posła z rekomendacji Komitetu Obywatelskiego przy Lechu Wałęsie. Kandydował z okręgu bytomskiego (mandat nr 139), uzyskując w pierwszej turze ponad 70% głosów i pokonując m.in. Kazimierza Świtonia. Zasiadał początkowo w Obywatelskim Klubie Parlamentarnym. Od lipca 1990 do maja 1991 należał do Ruchu Obywatelskiego Akcja Demokratyczna (należał do przywódców partii i był członkiem jej rady naczelnej). Był w grupie przeciwników integracji ROAD w ramach Unii Demokratycznej, jednak po zjednoczeniu wszedł w skład UD i zasiadł w klubie poselskim tej partii. Pracował w Komisji Kultury i Środków Przekazu, Komisji Spraw Zagranicznych oraz Komisji Konstytucyjnej. 3 lipca 1989 w „Gazecie Wyborczej” opublikował artykuł zatytułowany Wasz prezydent, nasz premier, w którym opowiedział się za wyborem prezydenta z rekomendacji PZPR i jednoczesnym powierzeniem misji utworzenia rządu przedstawicielowi solidarnościowej opozycji postulując „sojusz demokratycznej opozycji z reformatorskim skrzydłem obozu władzy”. Tydzień później, 12 lipca 1989, Adam Michnik prowadził w Wydziale Zagranicznym Komitetu Centralnego Komunistycznej Partii Związku Radzieckiego w Moskwie rozmowy polityczno-organizacyjne z jego szefem, Jurijem Graczowem.
Pomiędzy 12 kwietnia a 27 czerwca 1990 wraz z trzema innymi osobami (historykami Andrzejem Ajnenkielem i Jerzym Holzerem oraz dyrektorem Archiwum Akt Nowych Bogdanem Krollem) uzyskał dostęp do wybranej części archiwów MSW. Grupa ta uzyskała potoczną nazwę „Komisja Michnika” i została powołana z inicjatywy Henryka Samsonowicza. Wynikiem trzymiesięcznych prac był krótki raport, stwierdzający niekompletność archiwów.
W 1990 wybuchł konflikt polityczny, tzw. wojna na górze, zaś za głównego ideologa uczestniczącej w niej strony uznawany był Adam Michnik w opozycji do Lecha Wałęsy, przewodniczącego NSZZ „Solidarność”. We wrześniu 1990 Komisja Krajowa „Solidarności” podjęła uchwałę o odebraniu „Gazecie Wyborczej” prawa do zamieszczania przy winiecie znaczka „Solidarności”, zarzucając jej redakcji „tendencyjność artykułów, które mają na celu zdyskredytowanie, jak i również ośmieszenie przewodniczącego kol. Lecha Wałęsę” oraz wskazując, że „Gazeta nie jest organem informacyjnym „S”, tylko spółką prywatną”. Ponadto Lech Wałęsa zażądał dymisji Adama Michnika ze stanowiska redaktora naczelnego, który pierwotnie ustąpił, lecz jego rezygnacja nie została przyjęta przez członków redakcji.
Zarówno jako poseł, jak i redaktor „Gazety Wyborczej”, aktywnie wspierał rząd Tadeusza Mazowieckiego, jak też jego kandydaturę przeciw Lechowi Wałęsie w wyborach prezydenckich w 1990. Przejawem negatywnego stosunku do Lecha Wałęsy był jego artykuł w „GW” z 27 października 1990 pt. Dlaczego nie oddam głosu na Lecha Wałęsę. Przed drugą turą opowiedział się jednak po stronie lidera NSZZ „S” przeciwko kandydaturze Stanisława Tymińskiego, którego nazwał „indiańskim Mesjaszem” i „hochsztaplerem”. Opowiadał się też zdecydowanie za kształtem reform gospodarczych przeprowadzanych przez Leszka Balcerowicza, za co był krytykowany z pozycji lewicowych m.in. przez Andrzeja Walickiego i Adama Chmielewskiego.

### Działalność od 1991

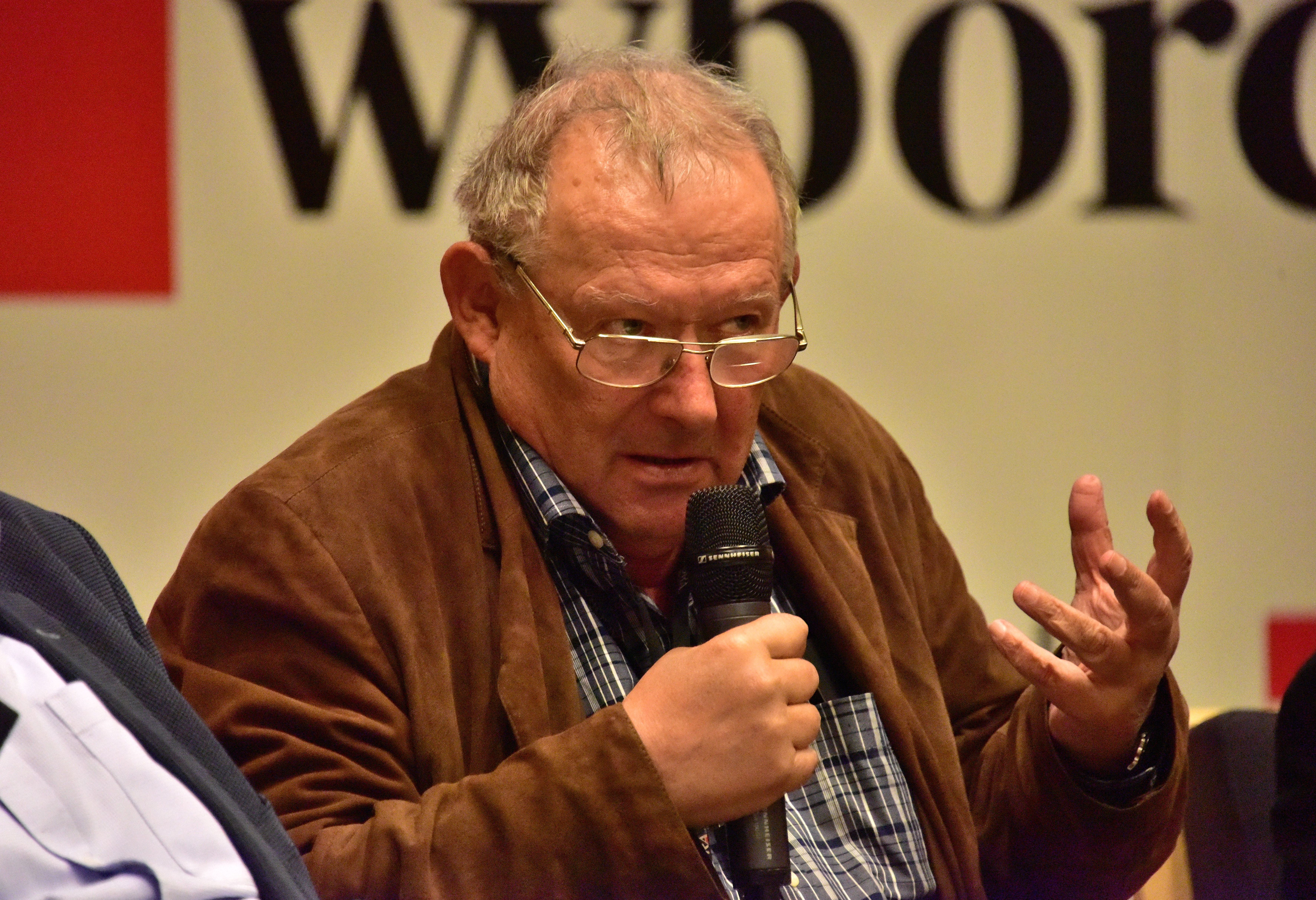
Adam Michnik podczas debaty Okrągły Stół – 30 lat później w redakcji „Gazety Wyborczej” (2019)

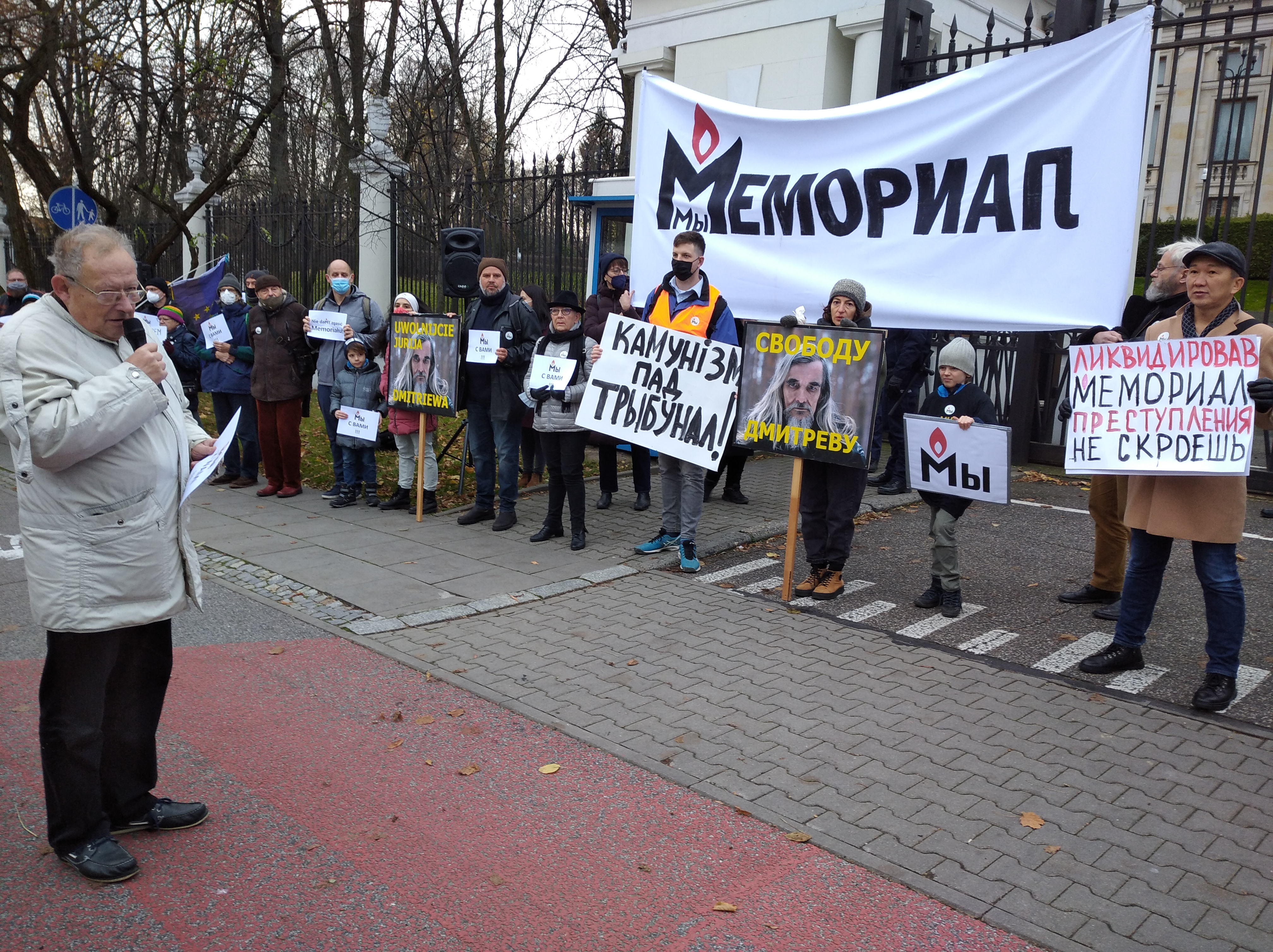
Adam Michnik na demonstracji w obronie Memoriału (2021)

W kolejnych wyborach parlamentarnych w 1991 nie ubiegał się o reelekcję, poświęcając się działalności redaktorskiej i publicystycznej. Pod jego kierownictwem „Gazeta Wyborcza” weszła w grono najbardziej poczytnych gazet codziennych w Polsce. Na bazie majątku tej gazety powstała spółka akcyjna Agora, która stała się jednym z największych koncernów medialnych w Polsce, dysponując m.in. kilkunastoma tytułami miesięczników, portalem internetowym gazeta.pl, agencją reklamy zewnętrznej AMS oraz udziałami w kilkunastu stacjach radiowych. Sam Adam Michnik nie objął – oprócz stanowiska redaktora naczelnego – żadnej funkcji zarządczej w tej spółce. W styczniu 1998 wystąpił ze spółki, a jego akcje w Agorze umorzono.
Od momentu pojawienia się określenia „gruba linia” w exposé Tadeusza Mazowieckiego z września 1989, co zapoczątkowało (wbrew intencjom premiera) postrzeganie przez niektóre środowiska tego faktu jako wprowadzenie polityki pejoratywnie zwanej „grubą kreską”, jest zwolennikiem i obrońcą tego terminu. Na początku lat 90. zorganizował cykl wspólnych publicznych debat z Aleksandrem Kwaśniewskim, aspirującym wówczas do roli lidera partii postkomunistycznej. Na łamach „Gazety Wyborczej” postulował szybkie i sprawne rozstrzygnięcie wytoczonych generałom Wojciechowi Jaruzelskiemu i Czesławowi Kiszczakowi procesów karnych dotyczących różnych okresów ich działalności. We wrześniu 1995 przed wyborami prezydenckimi opublikował wraz z Włodzimierzem Cimoszewiczem tekst O prawdę i pojednanie. W lutym 2001 udzielił głośnego wywiadu Pożegnanie z bronią. Adam Michnik – Czesław Kiszczak, przeprowadzonego przez Agnieszkę Kublik oraz Monikę Olejnik, w którym określił Czesława Kiszczaka i Wojciecha Jaruzelskiego jako „ludzi honoru”, dotrzymujących podjętych podczas Okrągłego Stołu zobowiązań. Wypowiedź ta została skrytykowana m.in. przez arcybiskupa Józefa Życińskiego.
W rocznicę stanu wojennego w 2005 Adam Michnik wygłosił na Uniwersytecie Warszawskim wykład (opublikowany także w „Gazecie Wyborczej”), w którym m.in. apelował do prezydenta Lecha Kaczyńskiego o ustawową abolicję dla osób odpowiedzialnych za stan wojenny. Apelował o abolicję również wcześniej – podczas wykładu na Uniwersytecie Marii Curie-Skłodowskiej w Lublinie w 1991, a także w 2001 w artykule 20 lat później. Jego postawę i poglądy krytykował Zbigniew Herbert. Krytykę wyrażono również m.in. w książkach Michnikowszczyzna. Zapis choroby Rafała Ziemkiewicza i Długi cień PRL-u, czyli dekomunizacja której nie było Bronisława Wildsteina.
Adam Michnik kilkakrotnie wytaczał procesy cywilne o naruszenie jego dóbr osobistych. Wygrał m.in. proces z Wojciechem Wierzejskim, Andrzejem Zybertowiczem, Robertem Krasowskim, Jarosławem Markiem Rymkiewiczem, Instytutem Pamięci Narodowej, a także z Anną Jarucką. Wytoczył powództwo także przeciwko Rafałowi Ziemkiewiczowi (sąd I instancji je oddalił), a także przeciwko „Gazecie Polskiej”, Tomaszowi Sakiewiczowi i Jerzemu Targalskiemu (cofając w trakcie procesu pozew przeciwko ostatniemu z nich).
27 grudnia 2002 Adam Michnik oraz Paweł Smoleński upublicznili tzw. aferę Rywina, której kulisy miała rozpracować specjalnie do tego celu powołana sejmowa komisja śledcza. Podstawą do ujawnienia afery był fakt nagrania przez Adama Michnika rozmów z Lwem Rywinem pół roku wcześniej. Przedmiotem krytyki wobec kierowanej przez Adama Michnika redakcji „Gazety Wyborczej” stała się kilkumiesięczna zwłoka w ujawnieniu afery oraz wielokrotne odmowy udzielenia odpowiedzi na pytania przed komisją śledczą.
Jest autorem licznych artykułów zamieszczanych w „Gazecie Wyborczej”, „Der Spiegel”, „Le Monde”, „Libération”, „Lettre Internationale”, „The New York Review of Books”, „The Washington Post” i innych czasopismach.

## Działalność społeczna
Został członkiem m.in. Stowarzyszenia Pisarzy Polskich. W latach 2003–2004 był członkiem międzynarodowego panelu doradczego przy Council on Foreign Relations.
W 2008 został europejskim ambasadorem Europejskiego Roku Dialogu Międzykulturowego. W 2010 uczestniczył w spotkaniu z Władimirem Putinem zorganizowanym w ramach tzw. Klubu Wałdajskiego.

## Odznaczenia i wyróżnienia

### Ordery i odznaczenia

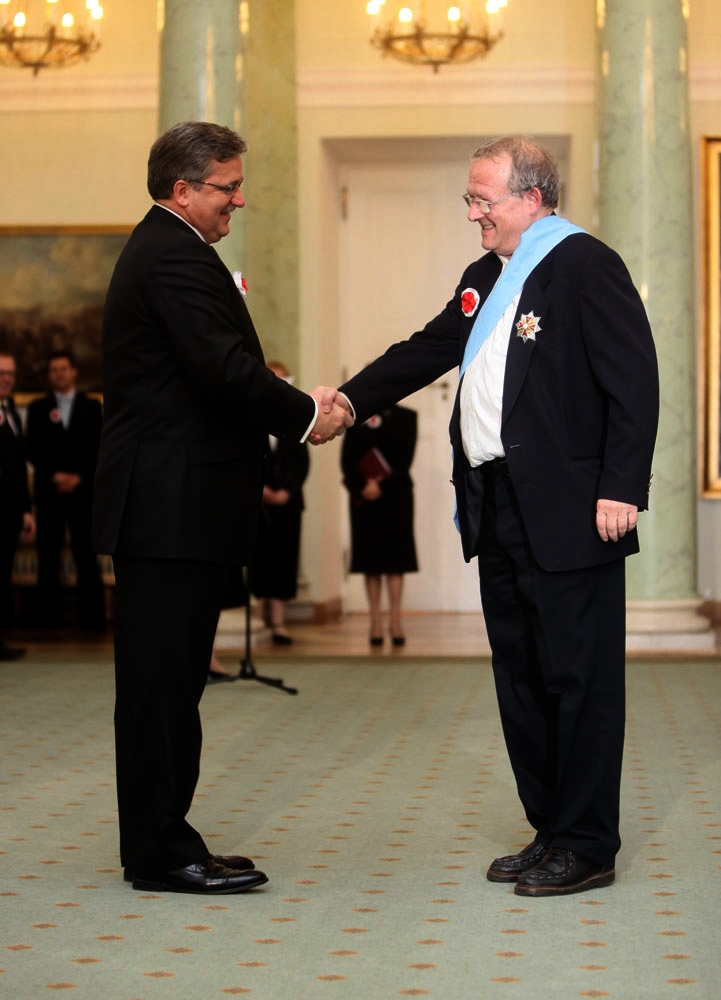
Adam Michnik podczas udekorowania Orderem Orła Białego przez prezydenta RP Bronisława Komorowskiego (2010)

- Order Orła Białego (2010)[71]
- Złoty Medal „Zasłużony Kulturze Gloria Artis” (2005)[72]
- Krzyż Oficerski Orderu Zasługi Republiki Węgierskiej (Węgry, 1998)
- Komandor Orderu Bernardo O’Higginsa (Chile, 1998)
- Krzyż Komandorski Orderu Wielkiego Księcia Giedymina (Litwa, 2000)[73]
- Komandor Orderu Zasługi RFN (Niemcy, 2001)
- Oficer Legii Honorowej (Francja, 2003)
- Order Tomáša Garrigue Masaryka III klasy (Czechy, 2003)[74]
- Order Księcia Jarosława Mądrego III klasy (Ukraina, 2006)[75]
- Order Krzyża Ziemi Maryjnej III klasy (Estonia, 2014)[76]
- Order Podwójnego Białego Krzyża II klasy (Słowacja, 2024)[77][78].

### Nagrody i wyróżnienia
- Prix de la Liberte francuskiego PEN Clubu (1982)[79]
- Nagroda im. Andrzeja Kijowskiego (1985)[80]
- Robert F. Kennedy Human Rights Award(inne języki) (1986)[16]
- Nagroda Fundacji im. Kościelskich (1986) – za publikację Z dziejów honoru w Polsce. Wypisy więzienne[81]
- Europejczyk Roku (1989) – nagroda przyznana przez czasopismo „La Vie(inne języki)”[16]
- Nagroda Centralnej Synagogi w Nowym Jorku „Jew of the Year” (1991)[82]
- Shofar Award (1991) – nagroda przyznana przez National Jewish Committee on Scouting
- Odznaka ZAiKS-u (1993)[83]
- Nagroda Stowarzyszenia Dziennikarzy Europejskich (1995)[16]
- Medal im. Imre Nagya (1995)[16]
- Nagroda Dziennikarstwa i Demokracji Organizacji Bezpieczeństwa i Współpracy w Europie (1996)[16]
- Nagroda Erazma (Holandia, 2001)[79]
- Medal Świętego Jerzego (2003)[84]
- Nagroda Orła Jana Karskiego (2007)[85]
- Tytuły doktora honoris causa The New School for Social Research, Uniwersytetu Minnesoty, Connecticut College(inne języki), Uniwersytetu Michigan, Uniwersytetu Pedagogicznego w Krakowie (2009)[86]
- Miejsce na liście „50 Bohaterów wolności prasy” ogłoszonej w 2000 przez Międzynarodowego Instytutu Prasy(inne języki) (IPI) oraz miejsce na liście „20 najbardziej wpływowych dziennikarzy świata” ogłoszonej w 2006 przez „Financial Times”[87]
- Medal Goethego(inne języki) (Niemcy, 2011)[88]
- Nagroda Kisiela (2013, w Kategorii Publicysta „za konsekwentne bycie Michnikiem”[89])
- Nagroda Wolności przyznana przez Sejm Republiki Litewskiej (2014)[90]
- Nagroda za Odważne Myślenie im. Barbary Skargi przyznawana przez Konfederację Lewiatan i Fundację na Rzecz Myślenia im. Barbary Skargi (2015)[91]
- Medal Alumno Bene Merenti przyznawany przez Uniwersytet im. Adam Mickiewicza w Poznaniu (2016)[92]
- Nagroda im. José Ortegi y Gasseta przyznawana przez hiszpański dziennik „El País” (2016)[93]
- Nagroda im. bł. ks. Emiliana Kowcza (2016)[94]
- Nagroda im. Primo Leviego przyznawana przez Centro Culturale Primo Levi w Genui (2018)[95]
- Gilel Storch Award, przyznawana przez Judisk Kultur, szwedzką organizację promującą kulturę żydowską Judisk Kultur (2022)[96]
- Nagroda Księżnej Asturii w dziedzinie komunikacji i nauk humanistycznych (2022)[97]
- Nagroda Polskiego PEN Clubu im. Jana Parandowskiego za całokształt twórczości (2024)[98]
- Nagroda im. Kazimierza Kutza (2025)[99]
- Odznaka Solidarności i Praw Człowieka (2025)[100]

## Publikacje
- Kościół, lewica, dialog, Instytut Literacki, Paryż 1977.
- Cienie zapomnianych przodków, Niezależna Oficyna Wydawnicza, Warszawa 1978.
- Szkice, Kos, Kraków 1981.
- La Chiesa e la sinistra in Polonia, Editrice Queriniana, Brescia 1980.
- Listy z Białołęki, Krąg, Warszawa 1982.
- Ugoda, praca organiczna, myśl zaprzeczna, Niezależna Oficyna Wydawnicza, Warszawa 1983.
- Takie czasy…, Aneks, Londyn 1985.
- Z dziejów honoru w Polsce. Wypisy więzienne, Niezależna Oficyna Wydawnicza, Warszawa 1985.
- Czego chcemy i co możemy. „Solidarność” i historia, Wyd. Komitetu Kultury Niezależnej, Warszawa 1985.
- Polskie pytania, Zeszyty Literackie, Paryż 1987.
- Białe plamy, Wiatr od Morza, Gdańsk 1988.
- La deuxième révolution, La Decouverte, Paryż 1990.
- The Church and the left, The University of Chicago Press, Chicago 1993.
- Diabeł naszego czasu. Publicystyka z lat 1985–1994, Niezależna Oficyna Wydawnicza, Warszawa 1995.
- Między Panem a Plebanem, wraz z Józefem Tischnerem i Jackiem Żakowskim, Znak, Kraków 1995.
- Confessions of a converted dissident, Stichting Praemium Erasmianum, Amsterdam 2001.
- Wściekłość i wstyd, Fundacja Zeszytów Literackich, Warszawa 2005.
- W poszukiwaniu utraconego sensu, Fundacja Zeszytów Literackich, Warszawa 2007.
- Wśród mądrych ludzi, Agora, Warszawa 2009.
- Szanse polskiej demokracji. Artykuły i eseje, Agora, Warszawa 2009.
- Kościół, lewica, dialog, Agora, Warszawa 2009.
- Dwie dekady wolności, Agora, Warszawa 2009.
- Przeciw antysemityzmowi 1936–2009 (tom 1–3), wstęp i redakcja, Universitas, Kraków 2010.
- Antyradziecki rusofil (również w języku rosyjskim), Wydawnictwo „Letni Sad” i Fundacja Colegium Europy Wschodniej, Moskwa-Wrocław, 2011.
- Rozmowy w Awinionie, wraz z Bernardem Kouchenerem i Jolantą Kurską, Agora, Warszawa 2014.
- Dialogi, wraz z Alieksiejem Nawalnym, Agora, Warszawa, 2016.
- W cieniu totalitaryzmu, Agora, Warszawa, 2019.